# Moscufo
Moscufo ist eine italienische Gemeinde mit 3072 Einwohnern in der Provinz Pescara in den Abruzzen. Der Ort in Hügellage ist etwa zwanzig Kilometer von der Küste und der Stadt Pescara entfernt und weist noch viele mittelalterliche Bauelemente auf.

## Geschichte
Die Herkunft des Namens Moscufo ist nicht völlig geklärt. Relativ wahrscheinlich war es der Sitz eines langobardischen Adeligen gewesen, um den sich im Lauf der Zeit eine befestigte Ortschaft entwickelt hat.
Allerdings war die Moscufo nachweislich bereits in der Antike besiedelt. Im Mittelalter gehörte der Ort zum Herrschaftsbereich der Familien Piccolomini und Figliola.

## Sehenswürdigkeiten
Noch heute sind Überreste einer schwachen Stadtbefestigung (Tore) zu sehen. Sehenswert sind zudem der Palazzo Ferri und der Palazzo Orsini und vor allem die Kirche Santa Maria del Lago.

### Chiesa di San Cristoforo
Sie ist die Hauptkirche inmitten des Ortes. Das Kirchengebäude weist ein sehr kurzes Kirchenschiff auf. Im Inneren Bilder, Fresken und vor allem Ornamentik aus dem 17. Jahrhundert.

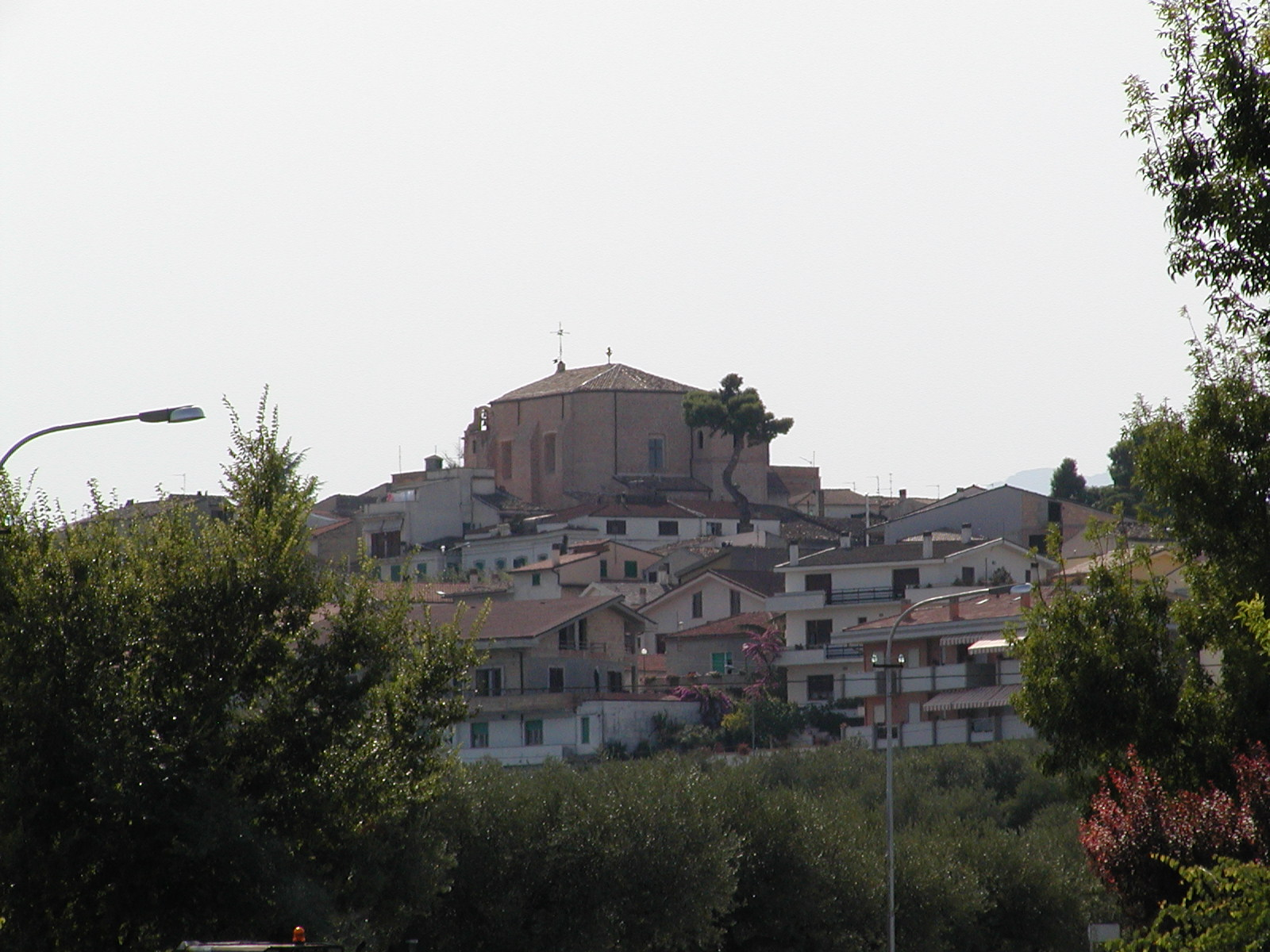
Die Chiesa di S. Cristoforo thront über Moscufo
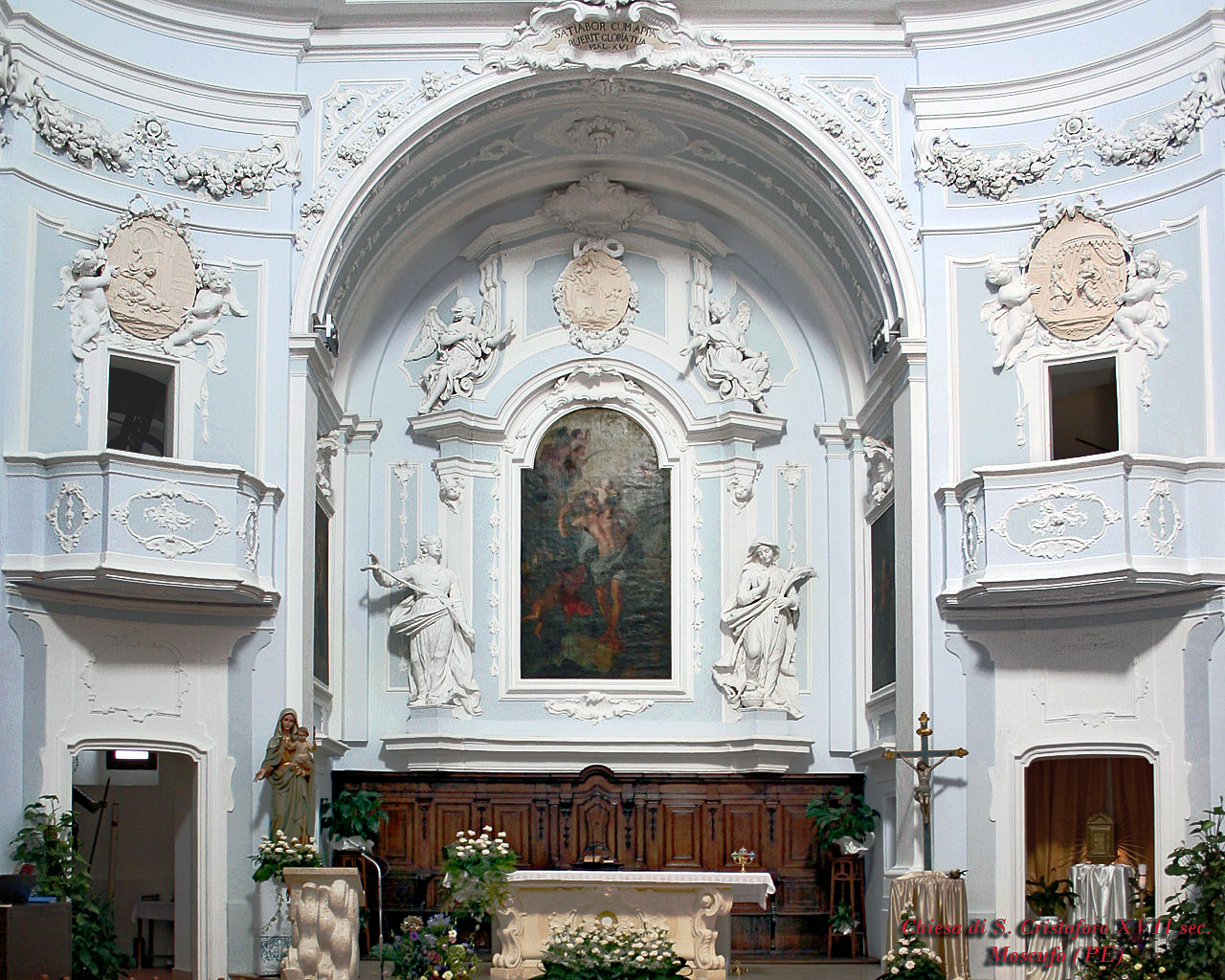
Die Kirche San Cristoforo von innen
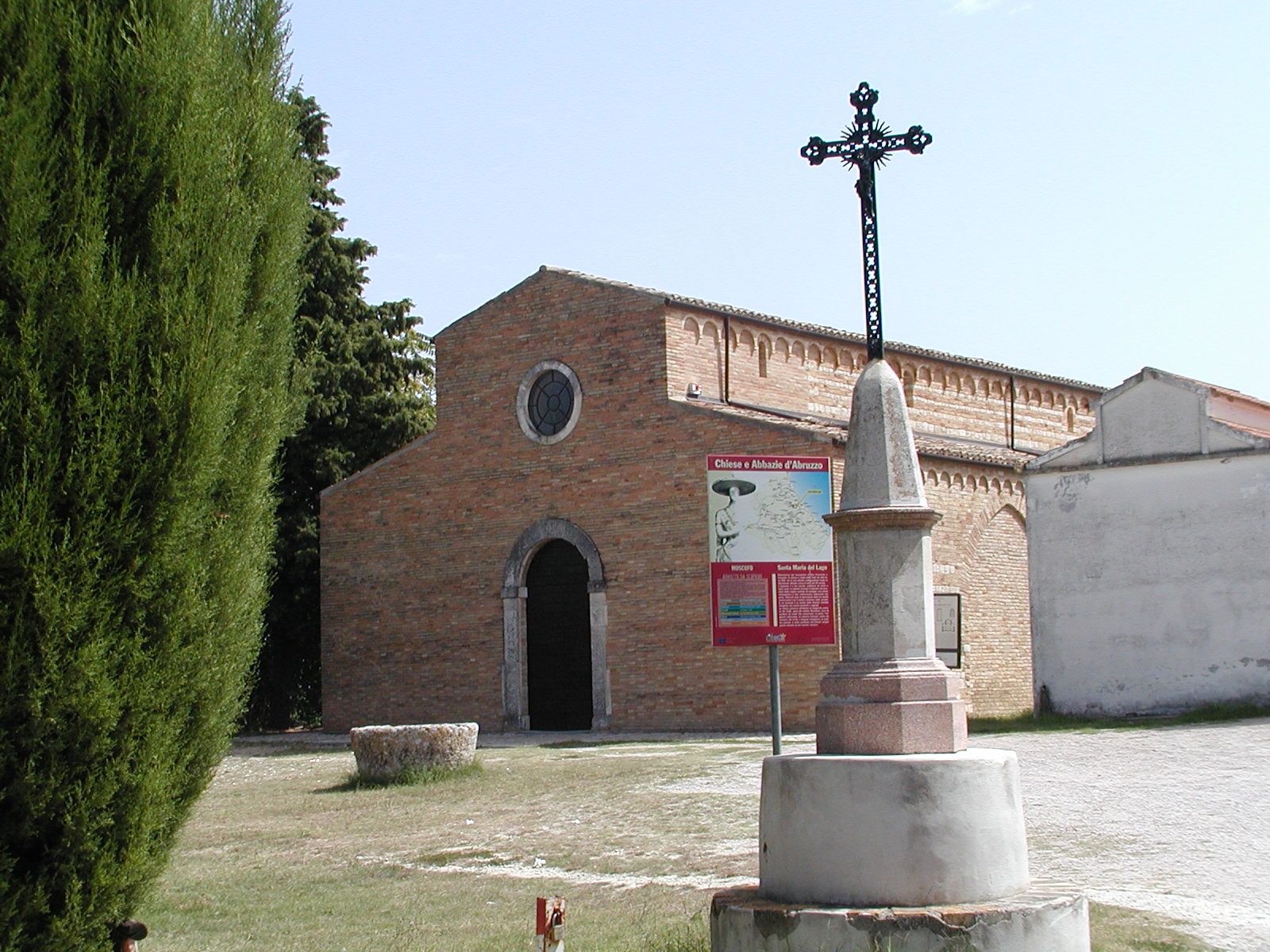
Die Kirche Santa Maria del Lago
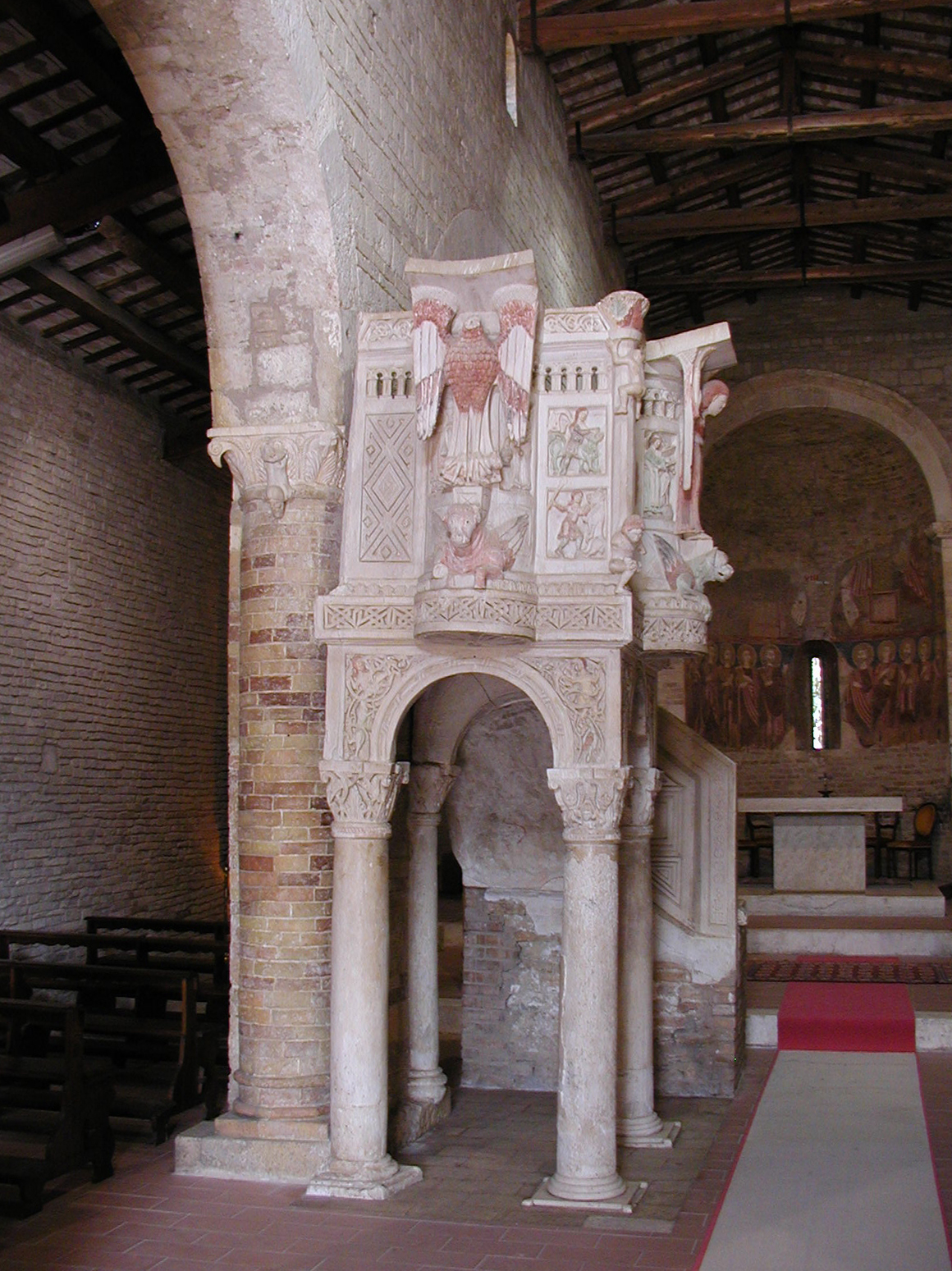
Die Kanzel von Santa Maria del Lago
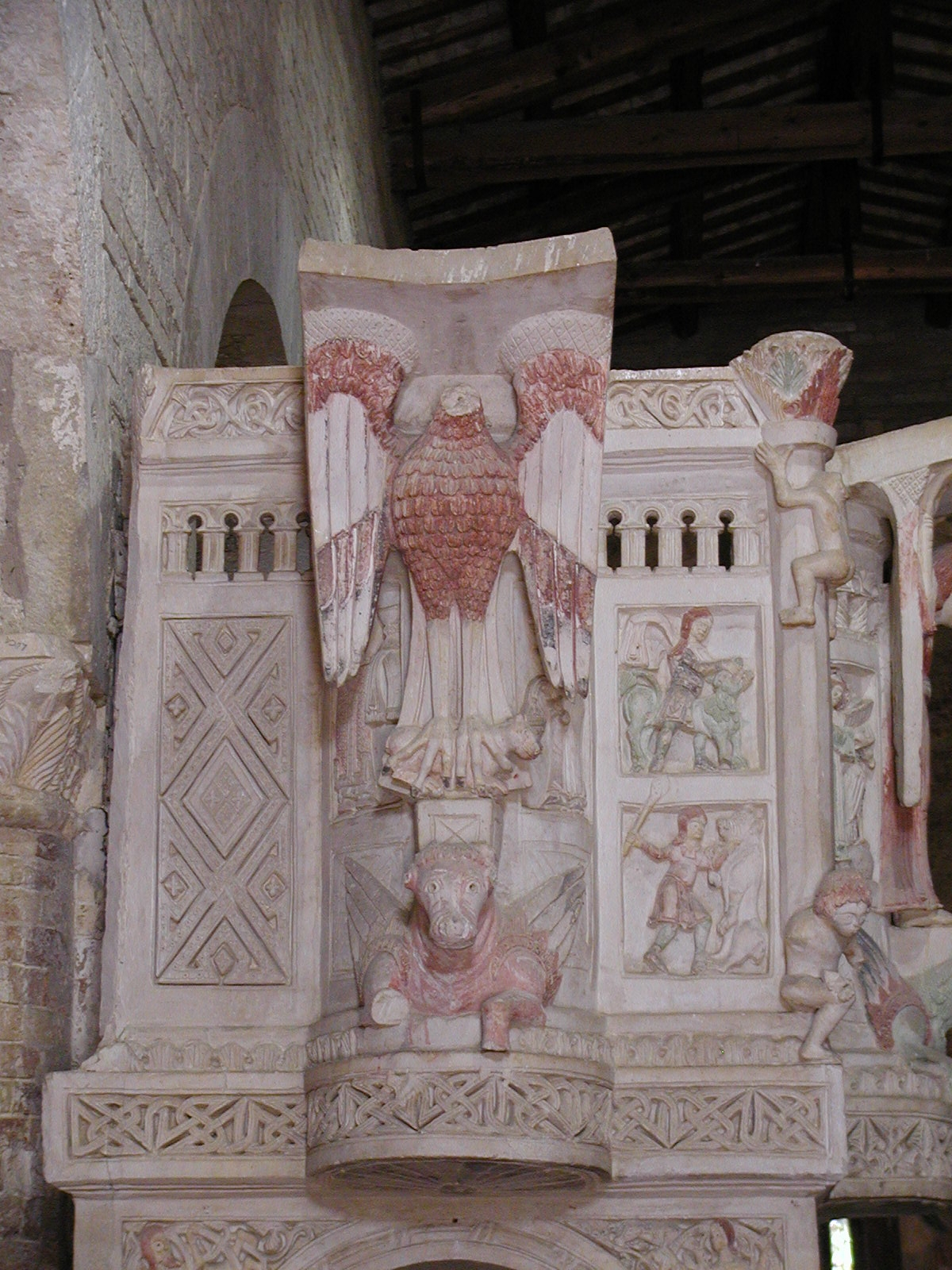
Detailansicht der Kanzel
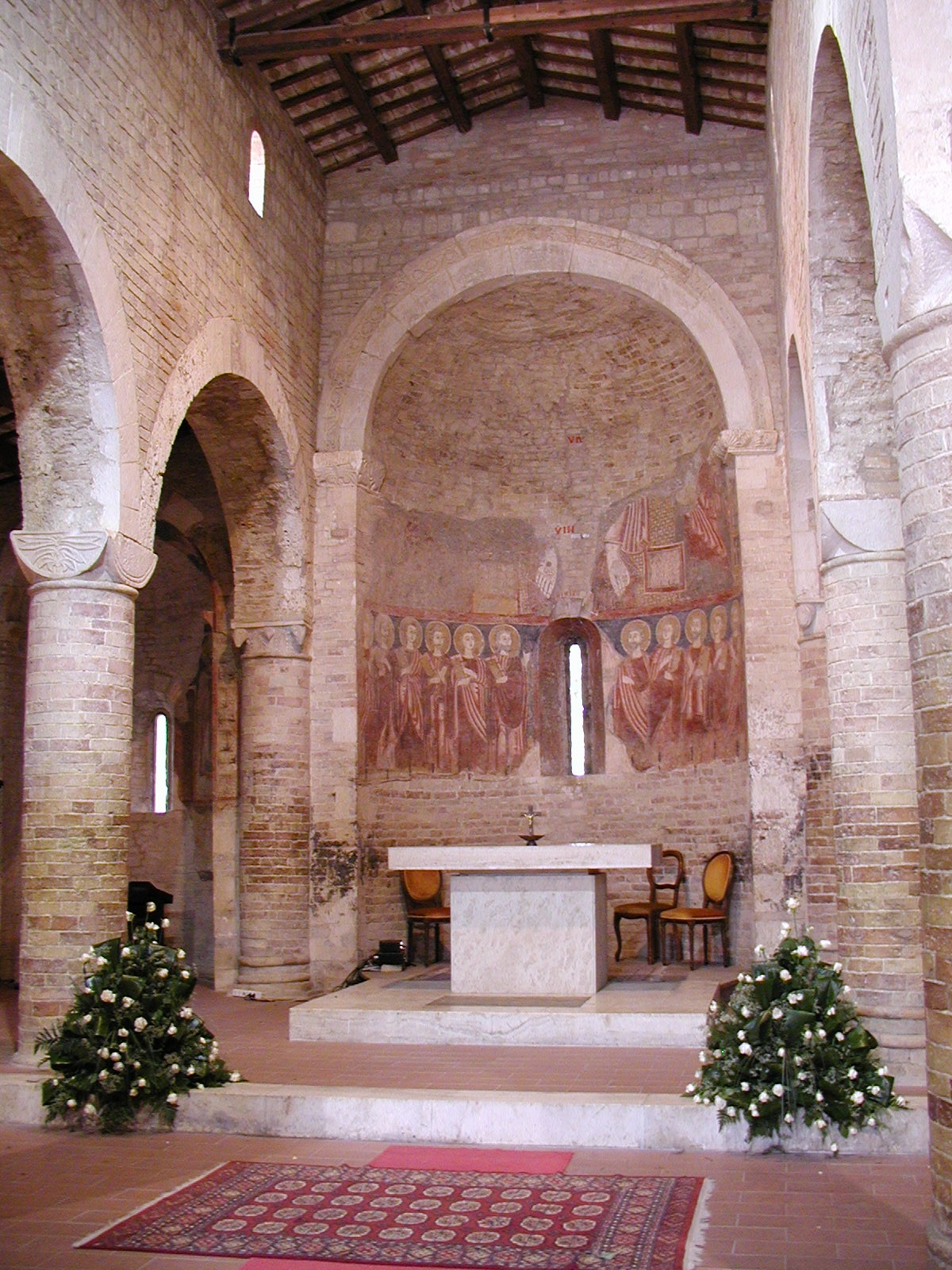
Blick zum Altar von Santa Maria del Lago

### Chiesa di Santa Maria del Lago
Die Kirche Santa Maria del Lago gehörte zu der Benediktinerabtei San Clemente a Casauria und weist mittelalterliche Fresken auf. Sie liegt etwas außerhalb von Moscufo am Friedhof Richtung Pescara. Die Grundmauern sind aus dem neunten Jahrhundert; erwähnt wird die Kirche urkundlich im Jahre 969. Es ist eine sehr kleine romanische Kirche mit einer sehr großen mehrfarbigen Kanzel aus dem Jahre 1156. Die Kanzel aus der Werkstatt von Roberto di Ruggero ist das einzige noch vollständige Lesepult aus dieser Zeit. Es zählt zu den wichtigen Kunstschätzen der Region, da selbst die Ornamente, die zahlreichen verschiedenfarbigen Figuren des berühmten Künstlers Nicodemo da Guardiagrele, gut erhalten sind. Die Fresken sind gleich alt, aber in eher schlechtem Zustand. Das Aussehen der heutigen Kirche stammt von 1733, als sie renoviert wurde.
Die Kirche ist normalerweise abgeschlossen, den Schlüssel bekommt man aber (Stand: Sommer 2004) ohne Probleme in einem Begegnungshaus, das von Glaubensschwestern geführt wird. Es ist Richtung Moscufo, erste Straße links, wieder links, das erste Haus auf der linken Seite, "La Casa di Manuelle".

## Weinbau
In der Gemeinde werden Reben der Sorte Montepulciano für den DOC - Wein Montepulciano d’Abruzzo angebaut.